# Hanamaru Yōchien
Hanamaru Yōchien (はなまる幼稚園 lit. El jardín de niños Hanamaru?) es una serie de manga escrita e ilustrada por Yuto y publicadas por Square Enix. La historia se centra en Anzu, una niña de preescolar que se enamora de su maestro y tratará de ganarse su afecto a pesar de fallar en todas las ocasiones. Ha sido adaptada a una serie de anime por el estudio Gainax y empezó su transmisión en Japón el 10 de enero de 2010 por TV Tokyo.

## Argumento
Anzu es una niña que asiste al preescolar con su amigas Koume, la tímida, y Hiiragi, la excéntrica. Juntas intentan atraer la atención de Tsuchida-sensei, quien esta claramente enamorado de Yamamoto-sensei, la encargada de la clase de al lado. El primer día de clases en el Hanamaru Kindergarten, Tsuchida-sensei se encuentra con Anzu sola en la calle esperando a su madre, intenta llamarla pero Anzu confunde todo el asunto pensando que él intenta seducirla y es así como inician sus aventuras diarias con su príncipe azul

## Personajes

### Maestros
Naozumi Tsuchida
Es el único maestro masculino en Hanamaru Kindergarten, quien empezó a enseñar en la escuela después de su graduación. Al principio no parece ser muy confiable, pero con el tiempo, obtiene la destreza para ser maestro. Anzu está enamorada de él, pero él no le regresa el afecto, pues Tsuchida solo tiene ojos para la profesora Nanako Yamamoto a quien él ama y quiere confesarle sus sentimientos, pero su timidez y lo despistada que es ella se lo impide. Anzu y Sakura le suelen llamar "Tsuchi". Él es un otaku de los juegos, y suele quedarse jugando en la noche, razón por la que la mayoría de las veces llega tarde. El enseña a los de la clase Sakura de primer año.
Nanako Yamamoto
Es la profesora en el jardín de niños de la clase Momo de primer año. Es muy tierna, linda y amable, pero extremadamente despistada y no se da cuenta cuando alguien siente afecto por ella, como lo que le sucede a Tsuchida que está perdidamente enamorado de ella y no puede confesarle que la quiere. Aunque no se da cuenta del afecto que los hombres que tienen hacia ella, es consciente de que Hanamaru está enamorado de su hermana pequeña, Mayumi.
Kusano
Es una profesora que le gustan los deportes. A ella le encanta ver los intentos de Tsuchida por llamar la atención de Yamamoto-sensei. Ella es profesora de la clase de los Girasoles de segundo año.
Kawashiro
Es otra profesora de la guardería, que enseña en la clase de los Tulipanes de segundo año. Tiene apariencia geek y la consideran falta de compostura.
Kakogawa
Es una profesora madura de pelo marrón y corto. Ella solo aparece en el anime.
Nishikaze
Es otra profesora bastante tranquila y con expresión somnolienta con el pelo negro y largo. Ella solo aparece en el anime.

### Alumnos
Anzu
Estudiante de la clase de Tsuchida, de quién está enamorada al punto de querer casarse con él, pero siempre falla en obtener su atención. Es conocida por hacer acciones peligrosas, donde usualmente causan que muchos adultos se preocupen. Es la mejor amiga de Koume y Hiiragi. Al final ella renuncia a sus sentimientos por Tsuchida por verlo feliz y que le confiese su amor a Yamamoto-Sensei.
Koume
Estudiante en la clase de Tsuchida y mejor amiga de Anzu y Hiiragi. Ella es muy tímida y sensible. Le gusta Yū Kobayakawa, ya que él la ayudó cuando se cayó. Tiene un hermano mayor, que le regaló una cinta que ella considera muy valiosa.
Hiiragi
Estudiante en la clase de Tsuchida y mejor amiga de Anzu y Koume. Es apodada Hii-chan por los que la conocen. Ella es superdotada en conocimiento pero se avergüenza fácilmente. Su padre trabaja en un laboratorio científico y es conocida por usar disfraces diferentes de animalitos y por no mostrarse su boca incluso cuando habla.
Yū Kobayakawa
Un chico que ayudó a Koume cuando se cayó, provocando que a Koume le gustara él. Está en la clase de los Girasoles. Muchos confunden a Yū Kobayakawa Con Mamoru-Kun, Ya que en el Manga, Yū es parecido a Mamoru-Kun quien se enamoró de Yamamoto-Sensei y no aparece en el Anime.
Kenji
Es un chico de la clase de los Girasoles que al principio desafió a Hiiragi para ver quién era más listo, hasta que le vino a buscar cuando estaba perdido por el bosque; y entonces se convierte en su alumno, hasta el punto de llamarla "maestra" y al parecer está enamorado de ella.
Hinagiku
Es una chica de la clase de los Girasoles que se enamora de Tsuchida, convirtiéndose en rival amorosa de Anzu (Aunque ella la trata como una amiga). Es la hija del líder de un clan yakuza, y es bastante madura para su edad.
Aoi
Es una chica de la clase de Tsuchida. Sus padres tienen una pescadería, y está orgullosa de ello. A veces les ayuda en el negocio y aparece tanto en el manga con el anime.

### Otros
Sakura
Madre de Anzu y compañera de clase de Tsuchida. Anima a Anzu a casarse con Tsuchida, aunque en realidad lo hace jugando, pues intenta darle la mano a Tsuchida para que esté con Yamamoto. Se casó con su profesor de Arte y se quedó embarazada en el instituto, y no se graduó ya que su marido recibió un trabajo como profesor de una universidad americana.
Satsuki Tsuchida
Es la hermana pequeña de Tsuchida. Se preocupa mucho por su hermano y le regaña por no hacer su trabajo correctamente, aunque aparentemente tiene complejo de hermana menor. Es una cocinera excepcional y tiene personalidad tsundere.
Mayumi Yamamoto
Es la hermana pequeña de Nanako. Es consciente de que a Tsuchida le gusta su hermana pero, irónicamente, no se entera de que Hanamaru está enamorado de ella, haciéndola también muy despistada. Es asistente a tiempo parcial en una editorial de manga, y es la asistente de Hanamaru.
Hanamaru
Es un artista de manga y el creador del "Panda-Gato", que es un éxito entre los niños de guardería. Está enamorado de su asistente, Mayumi Yamamoto.

## Manga
El manga es escrito y dibujado por Yuto. Hanamaru Kindergarten es actualmente serializado por Square Enix en la revista mensual Young Gangan, y los capítulos coleccionados en tankōbon. En enero de 2010, siete volúmenes fueron entregados con el primero entregado el 25 de abril de 2007, y el último el 25 de diciembre de 2009. Fuera de Japón la serie está licenciado en Taiwán por Sharp Point Press.

## Banda sonora
Opening Songs
Aozora Triangle (青空トライアングル(Capítulos 2-12))
Ending Songs
Egao Narabete (笑顔ならべて, episodio 1); traducción: Sonrisa de lado a lado.
Kigurumi Wakusei (キグルミ惑星, episodio 2); traducción: Planeta Kigurumi (disfraz de animal).
Kusa no Yubiwa Hana no Kanmuri (草の指輪 花の冠, episodio 3); traducción: Anillo de hierba, corona de flores.
Hatsudou!! Love Beam? (発動！！らぶビーム☆, episodio 4); traducción: Imposición? Rayo de amor
Ano Ne Kiite ne (あのねきいてね, episodio 5)
Heart No Housouku (ハートの法則, episodio 6); traducción: La ley del corazón
Kuro Neko no Jazz (黒ネコのジャズ, episodio 7); traducción: El jazz del gato negro
Nadeshiko Romance (撫子ロマンス, episodio 8); traducción: Romance de mujer
Kokutou Drop (黒糖ドロップ, episodio 9); traducción: Caída de azúcar moreno
Boku no Wasuremono (僕の忘れもの, episodio 10); traducción: Mi pesadilla
Yes, We Can!! (Episodio 11); traducción: ¡Sí, podemos!
Sekai de Ichiban (せかいでいちばん, episodio 12); traducción: La primera del mundo
Insert Songs
Panda Neko Taisou (ぱんだねこ体操, varios capítulos)
Yasashii Hidaramari (優しい陽だまり, capítulo 12)